# 苯甲酸甲酯
苯甲酸甲酯（methyl benzoate）是一种有机化合物，属酯类，结构简式C6H5CO2CH3。外观为无色液体，难溶于水，与很多有机溶剂混溶，具有浓郁香气，用于配制香精和人造精油，也用作有机溶剂，吸引昆虫的农药。 

## 合成与反应
苯甲酸甲酯由苯甲酸与甲醇在强酸（如盐酸）催化下合成。氢氧化钠催化下水解生成甲醇和苯甲酸钠，后者酸化得苯甲酸。

## 存在
苯甲酸甲酯可以从淡水蕨类人厌槐叶苹分离。其能吸引不同品种的雄性兰花蜜蜂，在研究上用苯甲酸甲酯来引诱和捕捉这些蜜蜂。
盐酸可卡因在潮湿空气中水解释放出苯甲酸甲酯，可训练识别苯甲酸甲酯气味的毒品嗅探犬帮助侦查毒品。